# مارشال (ویسکانسین)
مارشال (به انگلیسی: Marshland) یک منطقهٔ مسکونی در ایالات متحده آمریکا است که در شهرستان بوفالو، ویسکانسین واقع شده‌است. مارشال ۲۰۷٫۸۸ متر بالاتر از سطح دریا واقع شده‌است.